# Ujabb kori ismeretek tára
Az Ujabb kori ismeretek tára egy 19. század közepén megjelent magyar lexikon.

## Jellemzői
A Pesten Heckenast Gusztáv kiadásában 1850 és 1855 között megjelent nagy terjedelmű alkotás 6 kötetben dolgozta fel a különböző ismereti ágakat. A műnek fakszimile kiadása máig nincs, azonban a Magyar Elektronikus Könyvtár illetve a Google Books oldaláról a kötetek elektronikus formában ingyenesen elérhetőek, ld. alább.
A sorozat befejezését követően jelent meg a Jelenkor. Politikai és társas élet encyclopaediája című kiegészítő kötet (1858).

## Kötetek
| Kötetszám  | Kötetcím                | Kiadási év | Oldalszám | Elektronikus elérés |
| ---------- | ----------------------- | ---------- | --------- | ------------------- |
| I. kötet   | Aargau – Brockhaus      | 1850       | 684       |                     |
| II. kötet  | Brodzinszky – Ehrenfels | 1850       | 666       |                     |
| III. kötet | Eichendorff – Girardin  | 1851       | 666       |                     |
| IV. kötet  | Girod de l'Ain – Kazan  | 1852       | 672       |                     |
| V. kötet   | Kazinczy – Pauperismus  | 1853       | 664       |                     |
| VI. kötet  | Paxton – Zürich         | 1855       | 627       |                     |